# John Asher
John Asher, pseudonimo di John Mallory (Los Angeles, 13 gennaio 1971), è un attore e regista statunitense, principalmente noto per il ruolo di Gary nella serie televisiva Weird Science.

## Biografia
È figlio dell'attore Edward Mallory e dell'attrice Joyce Bulifant; cambiò cognome quando fu adottato dal regista William Asher, terzo marito di sua madre. L'11 settembre 1999 ha sposato l'attrice Jenny McCarthy da cui ha avuto un figlio nel 2002 e da cui ha divorziato nel settembre del 2004. Ha diretto per il cinema importanti film quali Diamonds nel 1999, Dirty Love - Tutti pazzi per Jenny del 2005 (con il quale vinse il poco ambito Razzie Award al peggior regista) e Po nel 2016.

## Filmografia

### Attore

#### Cinema
- The New Swiss Family Robinson, regia di Stewart Raffill (1998)
- Space Cowboys, regia di Clint Eastwood (2000)

#### Televisione
- Beverly Hills 90210 - serie TV, 1 episodio (1990)
- La casa delle anime perdute (The Haunted) - film TV (1991)
- Una bionda per papà (Step by Step) - serie TV, 1 episodio (1992)
- Weird Science - serie TV, 88 episodi (1994-1997)
- Going to California – serie TV, 20 episodi (2001-2002)
- CSI - Scena del crimine (CSI: Crime Scene Investigation) - serie TV, 1 episodio (2007)
- NCIS - Unità anticrimine (NCIS) - serie TV, episodio 3x05 (2007)
- October Road - serie TV, 1 episodio (2008)
- Ghost Whisperer - Presenze (Ghost Whisperer) - serie TV, 1 episodio (2010)
- In Plain Sight - Protezione testimoni (In Plain Sight) - serie TV, 1 episodio (2011)
- Rizzoli & Isles - serie TV, 2 episodi (2016)
- The Rookie - serie TV, 1 episodio (2019)

### Regista
- Scacco all'organizzazione (Kounterfeit) (1996)
- Diamonds (1999)
- Thank Heaven (2001)
- Dirty Love - Tutti pazzi per Jenny (Dirty Love) (2005)
- Somebody Marry Me (2013)
- Tooken (2015)
- Po (2016)

## Doppiatori italiani
Nelle versioni in italiano delle opere in cui ha recitato, John Asher è stato doppiato da:
- Francesco Bulckaen in NCIS - Unità anticrimine
- Nanni Baldini in CSI - Scena del crimine
- Oreste Baldini in Ghost Whisperer - Presenze
- Edoardo Nordio in The Mentalist